# Ядро-демон

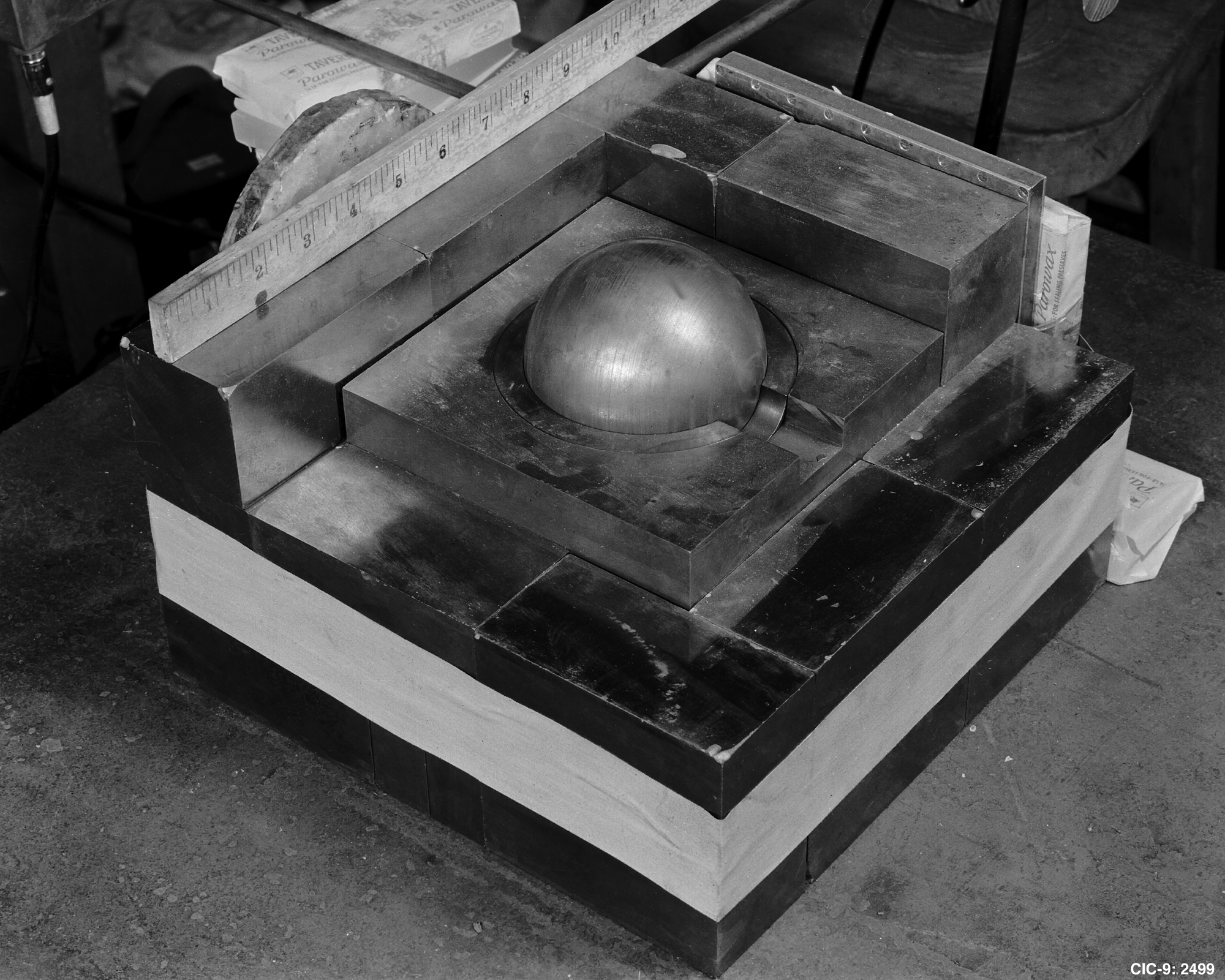
Відтворення експерименту, що призвело до інциденту в 1945 р. Сфера плутонію оточена блоками із карбіду вольфраму, що відбивають нейтрони.

Ядро́-де́мон — кулястий заряд плутонію із субкритичною масою в 6,2 кг, розмір якого становив 89 мм в діаметрі. Він став причиною двох нещасних випадків при експериментах з критичності. Ядро планувалося застосувати у третій ядерній бомбі в Другій світовій війні, але після капітуляції Японії його використали для випробувань. Ядро створювалося із мінімальним запасом безпеки для забезпечення високої ймовірності вдалого вибуху бомби. Під час двох різних експериментів, метою яких було переконатися, що ядро дійсно близьке до критичної точки, пристрій короткочасно перейшов у надкритичний стан, коли його випадково розмістили у надкритичну конфігурацію. Обидва інциденти сталися в Лос-Аламоській національній лабораторії 1945-го та 1946-го року, і призвели до гострої променевої хвороби і подальших смертей двох дослідників: Гаррі Дагляна і Луїса Слотіна. Після цих випадків сферичне плутонієве ядро отримало назву «ядро-демон».

## Історія та конструкція

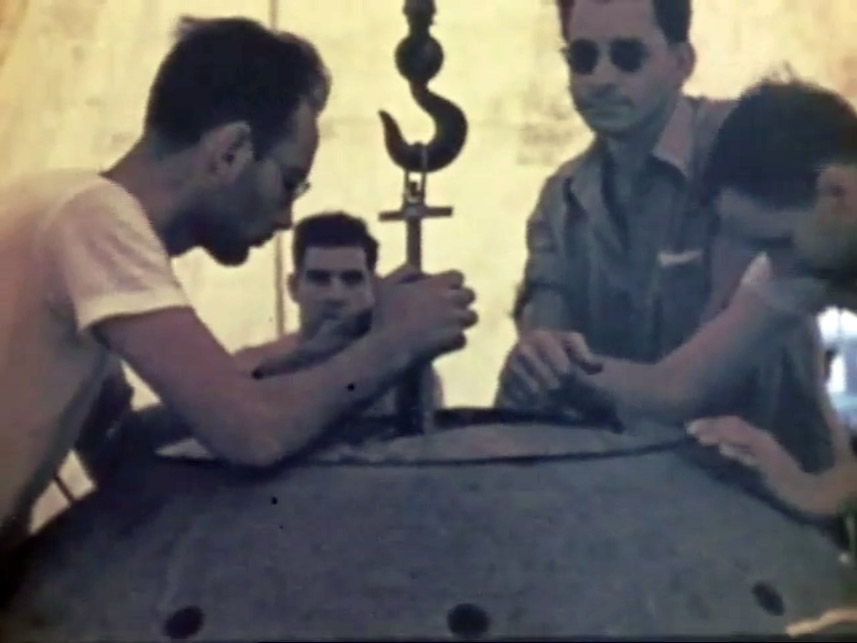
Два фізики Гаррі Даглян (по центру ліворуч) і Луїс Слотін (по центру праворуч) під час проведення ядерного випробування Трініті.

Ядро-демон (аналогічне другому ядру використаному при бомбардуванні Нагасакі) було сферою масою в 6,2 кг і розміром 89 мм в діаметрі. Воно складалося із трьох частин: двох плутонієво-галієвих напівсфер і кільця, розробленого для того, щоб під час імплозії стримати «випускання» потоку нейтронів із простору між поверхнями двох поєднаних напівсфер. Ядро пристрою, що було використане в ядерному випробуванні Трініті в липні не мало такого кільця.
Очищений плутоній доставили кораблем із Hanford Site штату Вашингтон до Лос-Аламоської лабораторії. В інвентарних документах від 30 серпня вказано, що в лабораторії витратили «HS-1, 2, 3, 4; R-1» (компоненти для бомб Трініті і Нагасакі) і мали в розпорядженні «HS-5, 6; R-2» в завершеному стані, які знаходилися на руках для проведення контролю якості. Матеріал для «HS-7, R-3» знаходився в металургійному секторі лабораторії, і також був би готовий до 5 вересня (не відомо чи ця дата стосується завершення виготовлення не згаданого елементу «HS-8» четвертого ядра). Металурги використовували плутонієво-галієвий сплав, який стабілізував δ-фазу алотропів плутонію, так що його можна було стиснути під гарячим пресом до сферичної форми. Згодом виявилося, що плутоній сильно окислюється на повітрі, тому сферу стали покривати нікелем.

## Перший інцидент
Зібране ядро за планом мало бути «легше за п'ятицентову монету», тобто на 5 % легше за критичну масу. В такому стані існував лише невеликий запас безпеки від прояву сторонніх факторів, які б змусили ядро стати миттєво критичним, тобто перейти в короткий стан раптового збільшення енергії. Ці фактори не виникають в звичайних умовах; до них належать такі обставини, як стиснення твердого металевого ядра (що, зрештою, і стало методом, який був використаний для детонації ядерної бомби), додавання більшої кількості ядерного матеріалу або додавання зовнішнього відбивача, який би повертав вихідні нейтрони назад до ядра. Експерименти проведені в Лос Аламос, що призвели до двох фатальних випадків, були сплановані з метою гарантовано переконатися, що ядро насправді є близьким до критичної точки за допомогою розташування таких відбивачів і спостерігання за тим скільки нейтронних відбивачів необхідно аби наблизитися до стану надкритичності.
21 серпня 1945 ядро плутонію спричинило викид нейтронного випромінення, що призвів до смерті фізика Гаррі Дагляна. Даглян зробив помилку при виконанні експериментів із нейтронним відбивачем та ядром. Він працював сам; охоронець, рядовий Роберт Геммерлі сидів за столом в 3-4 м від нього. Ядро було розміщене серед стосу карбідо-вольфрамових блоків, що відбивають нейтрони; додавання наступного блоку наближало цю конструкцію все ближче до стану критичності. При спробі розмістити черговий блок на стосі, Даглян випадково впустив його на ядро, і таким чином спричинив перехід ядра до надкритичного стану й ініціації ланцюгової реакції. Він швидко забрав цеглину геть, подалі від конструкції, але встиг отримати летальну дозу опромінення. Він загинув через 25 днів після того від гострої променевої хвороби.

## Другий інцидент
Другий інцидент відбувся під час демонстрації способу монтажу металевих критичних збірок. Система складалася з такої ж плутонієвої сфери, як і в першому випадку, але з берилієвим відбивачем у вигляді двох півсфер. Плутонієве ядро розміщувалося в нижній берилієвій півсфері, після чого зверху повільно опускалася друга берилієва півсфера, таким чином, щоб один край верхньої півсфери торкнувся до нижньої. Експериментатор Луїс Слотін підтримував викруткою протилежний край верхньої півсфери, утримуючи її від контакту з нижньою. Також верхню берилієву півсферу притримували пальцем за отвір у її верхній частині. Енріко Фермі попереджав Слотіна та інших, що проведення експериментів у такий спосіб є смертельно небезпечним.
В ході чергового експерименту викрутка вислизнула з-під верхньої півсфери, внаслідок чого виникла самопідтримувана ланцюгова реакція, з енерговиходом 3х10^15 поділів. Нікелева оболонка плутонієвого ядра не була пошкоджена. Слотін швидко скинув верхню півсферу, припинивши реакцію, але всі вісім людей, що перебували в кімнаті, отримали значні дози опромінення: 2100, 360, 250, 160, 110, 65, 47 та 37 бер. Слотін отримав найбільшу дозу і помер від гострої променевої хвороби через 9 днів. Інших частково захистило від випромінення тіло Слотіна — технік Елвін Грейвс, що знаходився найближче до Слотіна, був госпіталізований з радіаційним отруєнням, але видужав і помер лише через 19 років від інфаркту міокарда.

## Подальша доля «Ядра-демона»
Ядро було призначене для використання в ядерних випробуваннях операції «Кросроудс», але після зазначення аварій знадобився час, щоб його радіоактивність знизилася. Ядро було призначено для третього випробування у цій серії експериментальних вибухів, яке було відкладено через неочікувано високу радіоактивність за результатами другого випробування. Пізніше «ядро-демон» було переплавлено і перероблено для використання в інших ядрах.